# Aglaodorum
Aglaodorum, monotipični biljni rod iz porodice kozlačevki čiji je jedini predstavnik zimzelena vodena biljka A. griffithii, iz močvarnih i vlažnih predjela Bornea, Sumatre, južne Indokine i Malajskog poluotoka.
Najsrodnije su joj vrste roda Aglaonema, od koje se razlikuje po boji plodova, koji su kod aglaodoruma zeleni kada su zreli, a kod Aglaonemre, crveni.